# Chrysler-Fevre Argentina S.A.
Chrysler-Fevre Argentina S.A. fue una empresa argentina subsidiaria de la Chrysler Corporation de Estados Unidos. Fue creada en el año 1916, luego de que su fundador Julio Fevre, obtuviese la representación oficial de Dodge Brothers, para la importación de camiones y automóviles de la marca Dodge.

## Historia
Julio Fevre fundó en el año 1910 la empresa "Julio Fevre y Cía.", que se dedicaba a la importación de vehículos de marcas francesas como Mors, Ariès y otras. En 1916, consigue la representación oficial de Dodge, y logra una buena aceptación en el mercado argentino. En 1928, se suma como segundo accionista mayoritario, el señor Diego Basset, quién con su incorporación cambia la denominación de la empresa a "Fevre y Basset S.A.". En 1931, la empresa absorbe una pequeña firma encargada de distribuir productos de la marca Chrysler. La nueva sociedad funcionó en las instalaciones de un lujoso palacio acondicionado para actividades de montaje y asistencia técnica. Esta construcción se caracterizaba por poseer en su planta alta una pista de pruebas de 173 metros de extensión.

### Montaje de las primeras unidades
En el año 1932, Fevre y Basset inician la construcción de automóviles y camiones en el edificio ubicado en Figueroa Alcorta 3300. Una vez más la empresa cambia su razón social a "Fevre y Basset SAIC Ltda." y continúa encargada de la producción de los productos de Chrysler (Chrysler, Dodge, Plymouth, Fargo). Las ventas se triplicaron en el año 1937.
Sin embargo, este crecimiento se vio frenado por el estallido de la Segunda Guerra Mundial y la importación de insumos y materiales se vio disminuida. Por esta causa, la industria estuvo paralizada y durante ese lapso, la urbanización se extendió alrededor de la planta, provocando la idea de trasladarla. La idea se vio concretada luego de que en el año 1950, y sobre un predio de 38 hectáreas, se inauguró la nueva fábrica en la localidad de San Justo, provincia de Buenos Aires.
Pero, a pesar de todo este esfuerzo, la empresa se vio muy limitada por una serie de restricciones a la importación de insumos y durante casi 5 años la empresa estuvo paralizada. En 1957, se decide la construcción de unos pequeños camiones de marca Krupp y la fabricación del Volkswagen Beetle.
En 1959, gracias a la política oficial de estímulo a la industria Nacional, Chrysler Corporation, decide la construcción íntegra en Argentina de autos, camiones y camionetas. Así fue que mediante un convenio firmado con Fevre y Basset Ltda., se creó Chrysler Argentina. El convenio estipulaba que mientras Chrysler Argentina se encargaba de producir partes y componentes, Fevre y Basset se encargaba del montaje de los vehículos en la planta de San Justo, como así también de la distribución en todo el país.

### Producción Nacional

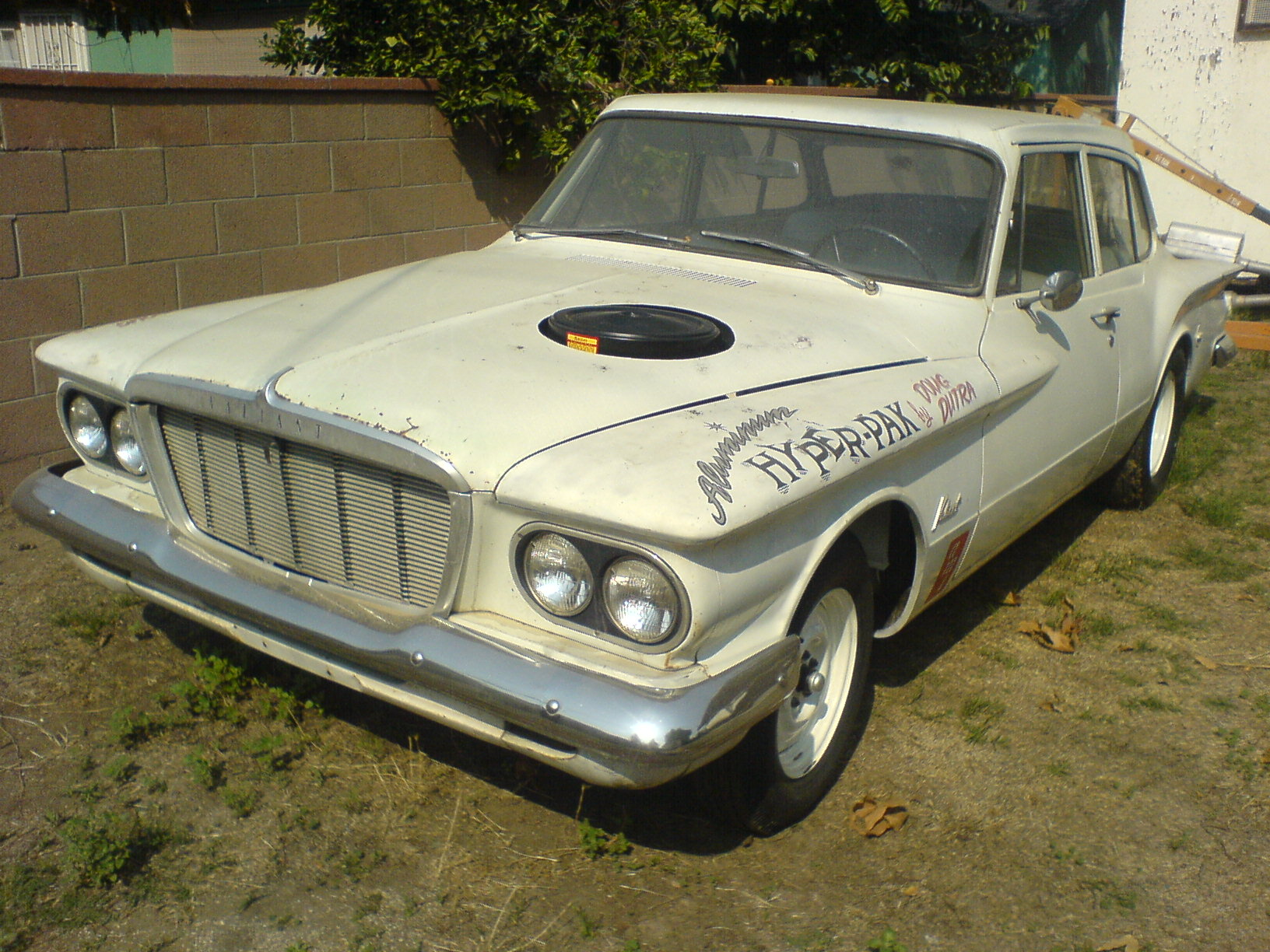
Valiant V-200

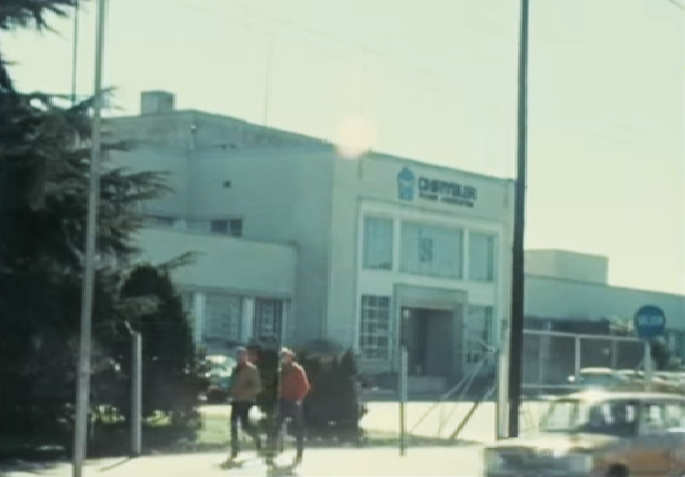
Edificio de la planta automotriz de Chrysler-Fevre en San Justo, a mediados de los años 1970.

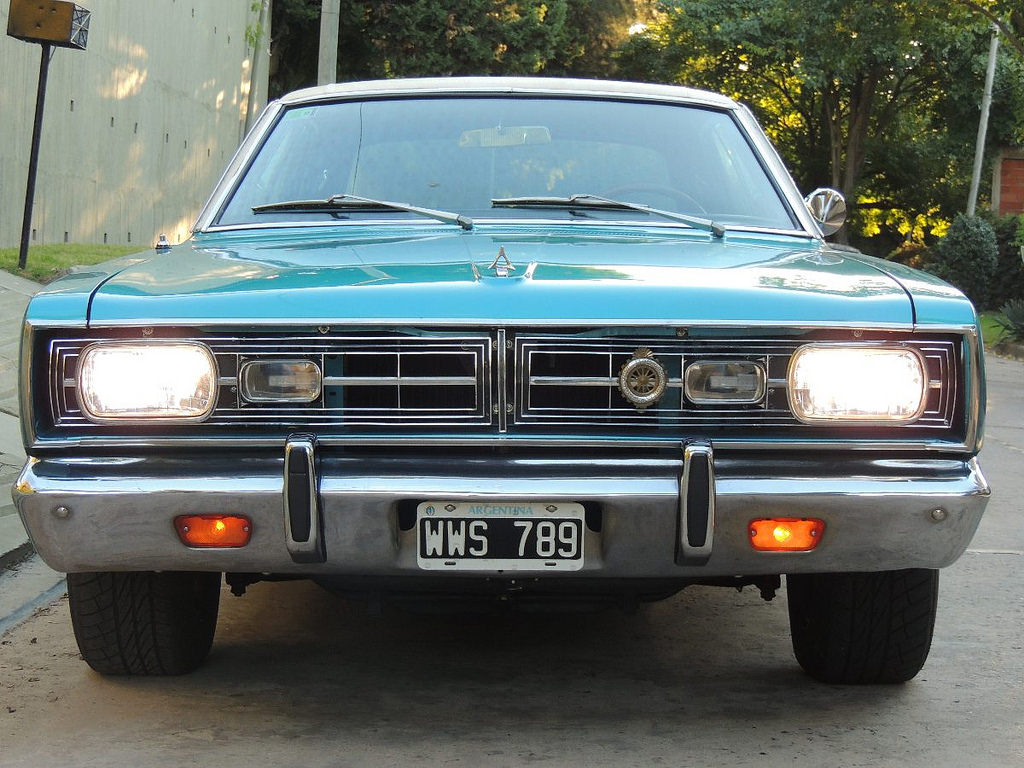
Coupé Dodge GTX

En 1960, comenzaron a fabricarse en Argentina los primeros Chrysler nacionales. Estos eran los camiones D-400 y las camionetas D-100. Ambos modelos eran equipados con motores y cajas de velocidades también de producción nacional. Mientras tanto, en forma paralela, comienzan los trabajos para la producción del primer automóvil nacional Chrysler. El mismo, estaba basado en el vehículo Plymouth Valiant norteamericano. Este proyecto finalmente vio la luz en el año 1962 cuando hizo su presentación el modelo Valiant V-200, que también era denominado Valiant I o Valiant II. La principal diferencia entre estos autos, tenía que ver con lo estético, porque el Valiant I llevaba tallado en la tapa de su baúl la forma de la rueda de auxilio. Este detalle desapareció en el Valiant II.
Asimismo, la producción de cajas de velocidades también fue creciendo en ese año, siendo destinadas estas a vehículos de la marca y terceros. La cifra de producción entre 1962 y 1964 alcanzó las 27000. Mientras tanto el Valiant V-200, que estaba equipado con motores Slant-Six de 3687 cm³, recibió varias evoluciones en su motor y en su carrocería. Entre las más destacadas está la aparición del Valiant III y el Valiant IV, vehículos que derivaban del modelo Dodge Dart Norteamericano. Las líneas de Pick.Ups y camiones también se actualizan ofreciendo también otras marcas como Fargo y De Soto.
El 29 de noviembre de 1965, se estableció definitivamente la Chrysler-Fevre Argentina S.A.I.C. Uno de sus avances estructurales, fue la ampliación de la fábrica de San Justo que pasaba a ocupar 100.000 metros cuadrados de superficie. En 1970, Chrysler Fevre adquiere la antigua planta que perteneciera a Siam Di Tella, ubicada en la localidad de Monte Chingolo. Dicha fábrica fue preparada para la producción de camiones y camionetas. 
En 1968, se inició la era de producción total de automóviles Dodge en Argentina. La línea Valiant es reemplazada por la línea Dodge Polara, mientras que los utilitarios pasan todos a ser Dodge. La línea Polara, presenta más tarde sus diferentes versiones: Dodge Polara (estándar), Dodge Polara RT (coupé deportiva), Dodge Coronado (sedán de lujo) y Dodge GTX (coupé deportiva con motor V8). En 1971, comienza a fabricarse el Dodge 1500, el primer modelo mediamo fabricado por una firma norteamericana en Argentina. Este pequeño automóvil, fue la carta mejor jugada por Chrysler, ya que significó un gran incremento en las ventas de la marca en el país. 
Sin embargo, a pesar de los buenos números que ofrecían las ventas de sus productos, la empresa se va del país por la situación económica que atravesaba la empresa automotriz Chrysler Corporation, en Estados Unidos, que era delicada. A tal grado que el gobierno del presidente James “Jimmy” Carter realizó un salvataje económico de 1.200 millones de dólares. 
A todo esto se sumó el asesinato de Jorge "Georgie" Kennedy, gerente de marketing de la compañía argentina. En la mañana del 14 de abril de 1976, Georgie, padre de Patricio y esposo de María de los Ángeles, estaba preparándose para ir a su trabajo. A las 6 se acercó a la puerta porque tocaron el timbre. Como toda respuesta recibió una ráfaga de ametralladora que lo mató de inmediato. Tenía 35 años y Patricio 5. Luego los Montoneros matarían a dos empleados más: Chrysler decidió irse del país porque por las leyes de los EEUU estaban completamente impedidos de negociar con terroristas. 
Entonces Chrysler se retira de Argentina pero también de toda Latinoamérica (Brasil, Colombia, Venezuela y Perú) y de Europa por decisión directa tomada desde los escritorios de Detroit. Todo esto ocurrió a finales del año 1979 y principios del año 1980 y fue a nivel global, no solo en Argentina. El 5 de mayo de 1980, se concreta la compra de Chrysler-Fevre, constituyéndose la Volkswagen Argentina S.A. La línea Dodge es discontinuada, con excepción del Dodge 1500, quien mantiene su nombre hasta el año 1982, cuando cambia por Volkswagen 1500. Finalmente, el 1500 cierra su producción en 1990 bajo la licencia en ese entonces de Autolatina (Ford y Volkswagen), dando por terminada así toda la producción que quedara de la antigua Chrysler-Fevre.

## Vehículos fabricados
| Modelo                                              | Año                         | Imágenes |
| --------------------------------------------------- | --------------------------- | -------- |
| Camión Dodge/De Soto D-400                          | 1960/1980                   |          |
| Dodge/Fargo D-100                                   | 1960/1979                   |          |
| Valiant                                             | 1962/1968                   |          |
| Dodge Polara Coronado/GT/ Coupé GTX Coupé Polara RT | 1969/1980                   |          |
| Dodge 1500                                          | 1971/1980 1981/1990 VW 1500 |          |